# Monica McInerney
Monica McInerney (Clare Valley, ...) è una scrittrice australiana.
Oltre che per i suoi romanzi, Monica è famosa per aver pubblicato articoli e brevi racconti su quotidiani, riviste e antologie in Australia e Irlanda.

## Biografia
Monica è nata nella Clare Valley (Australia) dove ha vissuto con la sua famiglia composta dai genitori e da sette figli. Da allora ha girato l'Australia, vivendo ad Adelaide, Sydney, Melbourne e Hobart, l'Irlanda vivendo a County Meath e Dublino e giungendo fino a Londra.
Per diciassette anni Monica e suo marito, John, si sono spostati tra l'Australia e l'Irlanda. Attualmente vivono a Dublino.

## Romanzi
- A Taste for It (2001)
- Upside Down Inside Out (2002)
- Spin the Bottle (2003)
- Le sorelle Alfabeto (The Alphabet Sisters, 2004)
- Scomodi segreti (Family Baggage, 2005)
- Those Faraday Girls (negli USA The Faraday Girls) (2007)
- All Together Now (2008)
- At Home with the Templetons (2010)
- Lola's Secret 2011
- The House of Memories (2012)
- The Christmas Gift (novella in eBook) (2013)
- Hello from the Gillespies (2014)
- The Trip of a Lifetime (2017)